# Igreja La Luz del Mundo
A Iglesia del Dios Vivo, Columna y Apoyo de la Verdad, La Luz del Mundo (Espanhol: [iˈɣlesja ðel ˈdjos ˈβiβo koˈlumnaj aˈpoʝo ðe la βeɾˈðað la ˈlus ðel ˈmundo]; Português: "Igreja do Deus Vivo, Coluna e Base da Verdade, A Luz do Mundo") — ou simplesmente La Luz del Mundo (LLDM) — é uma denominação cristã não trinitária, de tradição restauracionista, com sede internacional em Guadalajara, Jalisco, México, outrora denominada "Igreja do Deus Vivo, Coluna e Base da Verdade, O Bom Pastor" (Iglesia del Dios Vivo, Columna y Apoyo de la Verdad, El Buen Pastor). La Luz del Mundo pratica uma forma de teologia restauracionista centrada em três "profetas": Aarón—nascido Eusebio—Joaquín González (1896–1964), seu filho Samuel Joaquín Flores (1937–2014), e Naasón Joaquín García (born 1969), filho de Samuel Joaquín e neto de Aarón Joaquín, considerados pela denominação como apóstolos de Jesus Cristo da contemporaneidade.
A "La Luz del Mundo" foi fundada em 1926 durante a Guerra Cristero Mexicana, uma luta entre o governo secular anticlerical e os rebeldes católicos. O conflito centrou-se nos estados do centro-oeste como Jalisco, onde Aarón Joaquín concentrou seus esforços missionários. Dado o ambiente da época, a igreja permaneceu um pequeno empreendimento missionário até 1934, quando construiu seu primeiro templo. A partir daí, continuou a crescer e expandir-se, crescimento este interrompido por um cisma interno em 1942. Aarón Joaquín foi sucedido por seu filho Samuel após sua morte, que,  por sua vez, foi sucedido por seu próprio filho Naasón após sua morte. A igreja está presente em mais de 50 países e afirma ter entre um (1) milhão e cinco (5) milhões de adeptos em todo o mundo.
A "La Luz del Mundo" descreve-se como a restauração do cristianismo primitivo (vide restauracionismo. Não utiliza cruzes ou imagens religiosas em seus cultos, exceto de seus "apóstolos". Os membros do sexo feminino seguem um código de vestimenta que inclui saias longas e usam coberturas para a cabeça durante os serviços (véu). Embora a igreja não permita que as mulheres ocupem cargos de liderança em sua hierarquia religiosa, elas ocupam cargos de liderança nas relações públicas da igreja e nas organizações civis operadas pela igreja.
Os três apóstolos da igreja enfrentaram acusações de abuso sexual. Em junho de 2019, o terceiro líder da igreja, Naasón Joaquín García, foi preso no Aeroporto Internacional de Los Angeles e acusado de crimes sexuais pelo Departamento de Justiça da Califórnia. Em 8 de junho de 2022, ele se declarou culpado de três acusações relacionadas ao abuso sexual de crianças e foi condenado a no máximo 16 anos e 8 meses de prisão.